# Wilson Kibet
Wilson Kibet (18 februari 1972) is een Keniaanse atleet, die gespecialiseerd is in de marathon. Hij won driemaal de marathon van Dubai, eenmaal de marathon van Antwerpen (2007) en liep zijn persoonlijk record van 2:11.38 in 2003 op de marathon van Enschede.

## Loopbaan
In 2001 won Kibet de marathon van Dubai en klopte hiermee de Ethiopiër Tesfaye Eticha en zijn landgenoot David Matua in de sprint. Met een tijd van 2:13.36 en slechts één seconde voorsprong voor Eticha won hij de eerste prijs van 10.000 dollar. In 2005 werd hij negende op de marathon van Hamburg in 2:14.46 en won de Route du Vin.
In 2006 liep Wilson Kibet als haas op de Amsterdam Marathon. Het jaar erop won hij de marathon van Antwerpen.

## Persoonlijke records
| Onderdeel      | Prestatie | Datum           | Plaats   |
| -------------- | --------- | --------------- | -------- |
| halve marathon | 1:02.48   | 25 januari 2004 | Eldoret  |
| marathon       | 2:11.38   | 25 mei 2003     | Enschede |

## Palmares

### 10 km
- 1999:  Byland Run in Tolkamer - 29.02
- 2000:  Oelder Sparkassen Citylauf - 28.39

### 10 Eng. mijl
- 1999:  Telematica Run - 48.04
- 2000:  Telematicaloop - 46.52

### halve marathon
- 1999: 18e Dam tot Damloop - 1:06.04
- 2000: 24e Dam tot Damloop - 1:05.19
- 2002: 4e halve marathon van Nice - 1:04.55
- 2005:  Route du Vin - 1:02.19

### marathon
- 1998: 11e marathon van Cleveland - 2:19.32
- 1999: 11e marathon van Cleveland - 2:16.52
- 1999: 12e marathon van Amsterdam - 2:15.53,4
- 2000:  marathon van Dubai - 2:12.21
- 2000: 8e marathon van Cleveland - 2:15.10
- 2000: 13e marathon van Amsterdam - 2:16.01
- 2001:  marathon van Dubai - 2:13.36
- 2001:  marathon van Monaco - 2:13.54
- 2001: 13e marathon van Praag - 2:17.01
- 2002:  marathon van Dubai - 2:13.04
- 2002: 5e marathon van Keulen - 2:13.13
- 2003: 10e marathon van Dubai - 2:18.26
- 2003:  marathon van Enschede - 2:11.38
- 2004: 5e marathon van Los Angeles - 2:15.15
- 2004: 5e marathon van Mexico City - 2:21.43
- 2005: 9e marathon van Hamburg - 2:14.46
- 2006: 35e marathon van Mumbai - 2:27.47
- 2006: 31e marathon van Hamburg - 2:27.10
- 2006: 8e marathon van Brussel - 2:20.31
- 2006: 32e marathon van Amsterdam - 2:28.27,1
- 2007:  marathon van Antwerpen - 2:16.37
- 2012:  marathon van KwaMashu - 2:21.23
- 2013: 5e marathon van Ahmedabad - 2:15.42
- 2014:  marathon van New Taipei City - 2:19.11
- 2015:  marathon van Umlazi - 2:25.56